# 龜徳正之
龜徳 正之（きとく まさゆき、1916年3月3日 - 2014年3月5日）は日本の大蔵官僚。財務参事官、大臣官房長、国税庁長官などを歴任。

## 来歴
青森県生まれ。旧制一高を経て、1940年10月、高等試験行政科・外交科に合格。東京帝国大学法学部政治学科卒業後、1941年 大蔵省に入省。主税局属。1966年8月1日 財務参事官。1967年1月10日 大臣官房長。1968年6月7日より国税庁長官。1969年8月6日 退官。1970年1月 協栄生命保険副社長。1971年8月 同代表取締役社長。1986年7月 同代表取締役会長。1992年7月 同相談役。2014年3月5日 誤嚥性肺炎で死去。

## 職歴
- 1940年10月：高等試験行政科・外交科に合格
- 1941年4月：大蔵省に入省。
- 1942年1月：退職
- 1942年1月：海軍主計中尉・海軍経理学校補修学生
- 1942年5月：羽黒乗組
- 1943年1月：横須賀鎮守府付（総力戦研究所）
- 1943年11月：海軍主計大尉
- 1944年1月：海軍航空本部出仕・第一部第三課 兼 軍需省総動員局総務部第三課
- 1945年1月：小スンダ民生部員
- 1945年2月：小スンダ政務部主計課長
- 1947年2月：予備役
- 1947年5月：国有財産局
- 1947年8月：経済安定本部財政金融局資金課
- 1947年12月：経済安定本部財政金融局企業課
- 1948年8月：熊本財務局間税部長
- 1948年12月：福岡財務局間税部長
- 1949年6月：福岡国税局直税部長
- 1950年8月：主税局税制課長補佐
- 1951年9月：主税局調査課長
- 1952年3月：療養
- 1954年3月：大臣官房財務参事官室
- 1954年11月：国税庁直税部所得税課長
- 1958年7月：国税庁長官官房総務課長
- 1960年7月：理財局総務課長
- 1962年5月：大臣官房財務調査官（大臣官房担当）
- 1962年6月：外務省在ニューヨーク総領事館領事 兼 在米国大使館参事官
- 1965年7月：大臣官房財務調査官（大臣官房担当）
- 1966年8月：財務参事官
- 1967年1月：大臣官房長 兼 財務研修所長
- 1968年6月：国税庁長官
- 1969年8月：退官